# Johannes Tinctoris
Johannes Tinctoris, en francés Jehan Le Teintenier y en neerlandés Jean de Vaerwere, (Braine-l'Alleud, c. 1435 – Nivelles, 1511) fue un teórico de la música y compositor perteneciente a la escuela francoflamenca renacentista. También fue conocido como clérigo, poeta, matemático y abogado; incluso como pintor consumado.

## Vida
Nació alrededor de 1435 en Braine-l'Alleud, cerca de Nivelles en la provincia de Brabante. Se formó en la Universidad de Orleans, lugar donde fue además maestro de capilla del coro. Se cree que también pudo haber sido director del coro de niños cantores de Chartres.
Debido a que le pagaron por la oficina de pequeños vicarios en la Catedral de Cambrai durante cuatro meses en 1460, se ha especulado con la posibilidad de que Tinctoris estudiara con Guillaume Dufay, quién pasó la última parte de su vida allí. Si no fue su maestro al menos debieron haberse conocido. Tinctoris fue a Nápoles en c. 1472. En esa ciudad sirvió a la Corona de Aragón, que reinaba en esas tierras a través de Fernando I de Nápoles o Ferran I de Aragón y de Carlino. Pasó gran parte de su vida en Italia. Murió en 1511 en Nivelles, Bélgica.

## Obras musicales
La mayor parte de la música se ha perdido, no obstante la parte que ha sobrevivido muestra un amor por la polifonía compleja y suavemente fluida, así como un gusto por las tesituras excepcionalmente bajas, descendiendo ocasionalmente en la voz baja al do dos octavas por debajo del do medio (se perciben unas interesantes semejanzas con Ockeghem en este aspecto). Como músico escribió misas, motetes y algunas chansons.

### Música sacra
1. Misa Helas (perdida, antes de 1482);
2. Misa L’homme armé, a 4 voces;
3. Misa Nos amis (perdida, antes de 1475, probablemente no idéntica a la del Reinhard Strohm de 1979) ;
4. Misa sine nomine I, a 3 voces;
5. Misa sine nomine II, a 3 voces;
6. Misa sine nomine, a 4 voces;
7. Misa Trium Vocum;
8. Alleluia, a 2 voces;
9. Credo, a 4 voces (idéntico al Credo de la Misa L’ami Baudichon atribuida a Josquin Desprez);
10. Fecit potentiam, a 2 voces;
11. Lamentationes Jeremie, a 4 voces (antes de 1506);
12. O virgo miserere mei, a 3 voces (verano de 1476 para Beatriz de Aragón);
13. Pater rerum, (perdida, antes de 1482);
14. Virgo Dei throno digna, a 3 voces (verano de 1476 para Beatriz de Aragón).

### Música profana
1. Comme femme, 2v. (a partir de una chanson de Gilles Binchois);
2. De tous biens playne, 2v. (a partir de una chanson de Hayne van Ghizeghem);
3. Difficiles alios delectat pangere cantus, 3v.;
4. D’ung aultre amer, a 3 voces (a partir de una chanson de Johannes Ockeghem);
5. Gaude Roma vetus (perdida, 1492);
6. Helas le bon temps, a 3 voces (antes de 1501);
7. Le souvenir, a 3 voces (a partir de una chanson de Robert Morton);
8. Le souvenir, a 4 voces (a partir de una chanson de Robert Morton);
9. O invida Fortuna, a 3 voces;
10. Tout a par moy, a 2 voces (a partir de una chanson de Walter Frye o Gilles Binchois);
11. Vostre regart, a 3 voces.

## Obras teóricas
Publicó un gran número de escritos sobre diversos temas musicales. Se puede decir que no son del todo originales, ya que gran parte del contenido se toma prestado de escritores antiguos (como Boecio, San Isidoro de Sevilla y otros). En cualquier caso, las obras de Tinctoris nos ofrecen un registro enormemente detallado de las prácticas, técnicas y procedimientos empleados por los compositores de aquella época. Cabe destacar de su producción teórica "Diffinitorium musices", que es el primer diccionario de términos musicales; un libro sobre las características de los modos musicales; un tratado sobre proporciones; y tres libros sobre contrapunto, que son especialmente útiles para trazar el desarrollo de la conducción de las voces y la armonía en el período de transición entre Guillaume Dufay y Josquin Desprez. Los escritos de Tinctoris tuvieron influencia tanto en compositores como en otros teóricos musicales del resto del Renacimiento.
Sus escritos más notables son:
1. Diffinitorum musices o Terminorum musicae diffinitorium (escrito en 1472, impreso en Treviso 1495) es el primer diccionario de términos musicales.
2. Speculum musices (perdido, antes de 1472 (?).
3. Complexus effectuum musices (dedicado a Beatriz de Aragón en 1472-75, antes de ser ampliado en 1481).
4. Expositio manus (1472-73).
5. Liber imperfectionum notarum musicalium (1472-75).
6. Proportionale musices (1472-75): es una introducción a los elementos de la notación musical de la altura y del ritmo; en los ejemplos que contiene esta obra se muestra cómo la improvisación rítmicamente complicada pudo haber sido practicada entonces.
7. Articuli et ordinatione dell’ordine del Toson d’oro (1474-77).
8. Tractatus de regulari valore notarum (1474-75).
9. Scriptum [...] super punctis musicalibus (1475).
10. Tractatus alterationum (1475).
11. Tractatus de notis et pausis (1475).
12. Liber de natura et proprietate tonotum (6 de noviembre de 1476): una exposición cuidadosa del sistema modal.
13. Liber de arte contrapuncti (terminado el 11 de octubre de 1477): una exposición de los intervalos, consonancia y disonancia, y su uso. Tinctoris ideó unas reglas estrictas para introducir disonancias, limitándolas a las partes no acentuadas y síncopas (suspensiones) y a las cadencias.
14. De inventione et usu musice (1481, extractos conservados, la carta de dedicatoria a Johannes Stokem): una amplia revisión de los orígenes y la evolución de la música, sus raíces y ramificaciones tanto teológicas como metafísicas, y la práctica vocal e instrumental.

### Las ocho reglas de composición de Tinctoris
De su Tercer libro sobre contrapunto.
- Regla 1. Comenzar y terminar con consonancia perfecta. Si bien, no es incorrecto si el cantante improvisa un contrapunto y finaliza en consonancia imperfecta, pero en este caso, el movimiento debería ser a varias voces. No está permitido doblar el bajo a la sexta o a la octava.
- Regla 2. Seguir juntos con tenor de arriba abajo en consonancias imperfectas y perfectas de la misma clase. (Las terceras y sextas paralelas son recomendadas, mientras que las quintas y octavas paralelas están prohibidas.)
- Regla 3. Si el tenor permanece en la misma nota, se pueden añadir tanto consonancias perfectas como imperfectas.
- Regla 4. La parte de contrapunto debería tener una forma melódica cerrada, incluso si tenor hace grandes saltos.
- Regla 5. No poner la cadencia sobre una nota si esto entorpece el desarrollo de la melodía.
- Regla 6. Se prohíbe repetir el mismo giro melódico por encima de un cantus firmus de notas largas de valores iguales, a menos que el cantus firmus contenga una repetición en sí mismo, o que se trate de imitaciones naturalistas (toque de cornetas, sonido de campanas).
- Regla 7. Evitar dos o más cadencias consecutivas en el mismo tono aunque el cantus firmus lo permita.
- Regla 8. En todo contrapunto, hay que tratar de conseguir diversidad y variedad cambiando la medida, el ritmo y las cadencias. Hay que usar síncopas, imitaciones, cánones y pausas. Pero hay que recordar que una chanson ordinaria usa estilos menos diversos que un motete, y un motete usa estilos menos diversos que una misa.